# Stade Amédée-Prouvost
Le stade Amédée-Prouvost est un ancien stade situé à Wattrelos, dans le département du Nord, construit entre 1923 et 1927.
Il accueille les matchs de l'Excelsior de Roubaix de 1928 à 1945 puis du Club olympique Roubaix-Tourcoing de 1945 à 1970.

## Histoire
En 1923, Albert Prouvost, patron du peignage et mécène du FC Roubaix, décide et finance la construction d'un nouveau stade, doté d'une tribune de 2 000 places assises couvertes, qui accueille dès lors la section football du club, mais aussi le tennis, le jeu de boules, la gymnastique, le ping-pong et le basket-ball. Inauguré officiellement en septembre 1927, le stade Amédée-Prouvost passe alors pour l'une des plus belles enceintes de la région. En 1928 lui est ajouté le pavillon des sports, construit par Albert Bouvy fils, architecte à Roubaix.
En 1929, le stade est le théâtre de l’arrivée tumultueuse de la course cycliste Paris-Roubaix : doté d'une piste en cendrée, il s'avère que le stade n'est pas du tout adapté à la pratique du cyclisme. Au cours du sprint final réunissant trois concurrents, le grand favori, le Belge Georges Ronsse, dérape et brise sa roue alors qu’il est en tête, laissant la victoire à son compatriote Charles Meunier. Mécontent, le public envahit la piste et le sprint pour la quatrième place est annulé. Les échos dans la presse sont très critiques, de sorte que l'expérience ne sera pas réitérée
Cette même année, le FC Roubaix fusionne avec l'Excelsior Tourcoing au sein de l'Excelsior de Roubaix. Le nouveau club opte pour le stade Amédée-Prouvost pour ses équipes de football et d'athlétisme. Le club obtient des résultats notables en coupe de France dont un quart de finale en 1931, perdu face au Club français, futur vainqueur de la compétition, puis une victoire en 1933. En 1935 et 1936, deux nouvelles tribunes, de respectivement 9 000 places couvertes et 7 000 places debout non couvertes, sont ouvertes.
En 1945, l'Excelsior fusionne avec le Racing Club de Roubaix et l'Union Sportive de Tourcoing pour former le Club olympique Roubaix-Tourcoing, dont le président est Albert Prouvost. Le nouveau club en devient progressivement le résident. Le stade se trouve au centre d'un grand ensemble urbain, avec la cantine et les installations des établissements Prouvost et une cité qui accueille les ouvriers et leur famille. Le CORT connaît des débuts tonitruants en championnat de France : 3e de première division en 1946, il remporte le titre national en 1947. Le club est pourtant relégué en deuxième division en 1955 après une saison médiocre. 
Après une nouvelle relégation en 1963, le statut professionnel du club est abandonné. En 1966 la tribune "Premières debout couvertes" est fermée. Le club cesse finalement ses activités le 15 juin 1970, alors qu'il vient d'être promu en Championnat de France Amateurs, le troisième échelon du football français. L'Excelsior Athletic Club de Roubaix reprend le flambeau dans la foulée. 
En 1977, retombé en DH, le club fusionne avec le Sporting Club de Roubaix et son équipe première abandonne le stade Amédée Prouvost pour le stade vélodrome de Roubaix. En 1984, le nouveau club dépose définitivement le bilan.
En 2011, il ne reste à la place du stade qu'un terrain vague.
En 2012, le stade Amédée-Prouvost fait place à une enceinte sportive destinée aux jeunes. De nombreux évènements culturels ayant pour but de développer la culture lilloise sont organisés dans "la boite à musique", dans cette même rue qui porte le nom du stade. 
Aujourd'hui nombreux sont les jeunes qui viennent profiter de cet espace et se livrent à de véritables exploits sportifs.